# La vaca
La vaca (en persa: گاو Gāv o Gav) es una película iraní estrenada en 1969 y dirigida por Dariush Mehrjui, el guion corrió a cargo deGholam-Hossein Saedi y fue una adaptación de una novela y obra de teatro escritas por el mismo. La película fue protagonizada porEzzatolah Entezami como Masht Hassan. Los críticos en general la consideran la primera película de la Nueva Ola iraní.

## Trama
La historia da inicio mostrando la cercana relación entre un granjero iraní de mediana edad Masht Hassan (Ezzatolah Entezami) viviendo en una aldea apartada y su queridavaca.
Hassan se encuentra casado, pero él y su esposa no han tenido hijos. Su única propiedad valiosa es una vaca que atesora por ser la única vaca en el pueblo.
Cuándo Hassan se ve obligado a dejar el pueblo por un corto periodo de tiempo, la vaca que se encontraba preñada es encontrada muerta en su granero. Los amigos y compañeros deHassan  comienzan temen que su reacción sea devastadora por lo que comienzan a encubrir la evidencia de la muerte de la vaca y una vez Hassan regresa le cuentan que la vaca seguramente ha escapado.
Afrontar la pérdida de su vaca amada le cuesta bastante, tanto emocional como financieramente, puesto que la pérdida de ganado daña su estatus social en el pueblo. Hassan gradualmente comienza a perder la cordura hasta que se convence a sí mismo que él es la vaca, adoptando comportamientos del animal y comiendo heno. Su mujer y sus amigos intentan devolverle la cordura, pero todo es en vano. . La película termina con Hassan muriendo en su locura.

## Inspiración

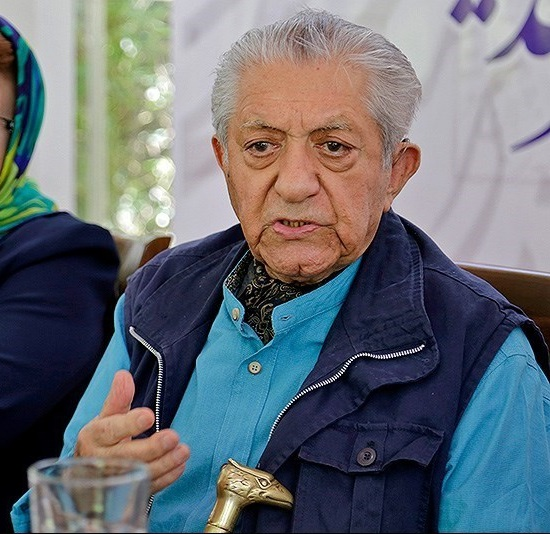
Ezzatolah Entezami, protagonista de la película.

Se cuenta que el príncipebúyidaMajd ad-Dawla sufría de delirios que le hacían creerse una vaca. Posteriormente fue curado de su locura por el doctor medieval persa Avicena.. Es posible que elementos de esta historia hayan inspirado a La vaca.

## Recepción
Elayatolá iraní Ruhollah Jomeinifue un gran admirador de La vaca. Su aprecio por la película pudo ser lo único que salvó alcine iraní de ser prohibido tras larevolución iraní, periodo en el que las viejas formas de los cineastas de la región fueron vistas como decadentes.

## Premios
- Premio a la mejor película - La Rochelle 1994
- Premio OCIC - Recomendación - Foro de películas nuevas, 22°Festival Internacional de Cine de Berlín 1972
- Premio FIPRESCI - 32°Festival Internacional de Cine de Venecia 1971
- Premio a mejor actor - Chicago International Film Festival 1971
- Premio al mejor guion - Sepas Film Festival  1970